# 松浦茂長
松浦 茂長（まつうら しげなが、1945年 - ）は日本のジャーナリストで日本記者クラブ会員、元フジテレビ解説委員。京都府出身。

## 経歴
1964年に東京都立日比谷高等学校を卒業し、東京大学に入学。後に文学部に進み、パリのパリ第一大学（ソルボンヌ大学）に留学。1970年、報道センター外信部の記者としてフジテレビに入社。主に海外ニュースを担当した。ロンドンのBBC海外放送に出向し、再びフジテレビに戻り同局のモスクワ支局の特派員となる。1984年10月に「FNNスーパータイム」の外信キャスターとなる。緩やかな容姿と語り口が評判となり、翌年には「フジテレビの日」のCMに同局アナウンサーの寺田理恵子と出演する。その後、モスクワ支局、経済部を経てモスクワ支局長となる。1990年にはパリ支局に異動し支局長となる。その後、FCIパリ支社の社長を経て2000年に定年退職。退職後の約半年はパリで生活をしていた。